# Drzesz
Drzesz – kolonia w Polsce położona w województwie zachodniopomorskim, w powiecie gryfińskim, w gminie Trzcińsko-Zdrój.
W latach 1975–1998 miejscowość należała administracyjnie do województwa szczecińskiego.
Wskazówka – występuje również wariant nazewniczy Szarpatki.